# Аутопутеви у Швајцарској
Autobahnen (немачки), Autoroutes (француски) или Autostrade (италијански) су имена ауто-путева у Швајцарској. Два од најважнијих ауто-путева су А1 која повезује источну Швајцарску од Сент Маргаретена са западном Швајцарском до Женеве. Други ауто-пут А2 повезује север Швајцарске (од Базела са југом Швајцарске (до заједничке границе са Италијом). Сматра се да је ова деоница важнија него А1. Више камиона, која путују унутар ЕУ-а или са севера ка југу користе ову деоницу. Ауто-пут А1 користе људи који раде унутар Швајцарске или они који иду са истока на одмор у Француску или у Шпанију.
Са дужином од 1.638 km ауто-путева, мрежа ауто-путева Швајцарске је једна од најразвијених на свету. Већина становника живи мање од 10 km од најближег излаза на ауто-пут.
На швајцарским ауто-путевима ограничена брзина износи 120 km/h.

## Саобраћај
- А1 Сент Маргеретен (Граница CH/A) - Сент Гален - Винтертур - Цирих - Арау - Берн - Ивердон - Лозана - Женева - Граница CH/F
- A2 Граница CH/D/F - Базел - Лизтал - Олтен - Луцерн - Алтдорф – Готард – Белинцона – Лугано – Чиасо (Граница CH/I)
- A3 Базел – Бруг – Цирих – Талвил – Сарганс
- A4 Барген (Граница CH/D) – Шафхаузен – Винтертур - Цирих – Цуг – Швиц – Брунен – Алтдорф
- A5 Лутербах – Солотурн – Бил – Нешател – Ивердон
- A6 Лис – Берн – Тун – Вимис
- A7 Кроицлинген (Граница CH/D) – Фрауенфелд – Винтертур
- A8 Хергисвил – Сарнен – Бринц – Интерлакен – Шпиец
- A9 Валорб (Граница CH/F) – Веве – Сион – Сиер – Висп – Бриж – Гондо (Граница CH/I)
- A10 Мури БЕ – Рифенахт
- A11 Цирих – Аеродром Цирих
- A12 Берн – Фрибург – Веве
- A13 Сент Маргеретен (Граница CH/A) – Бухс – Сарганс – Хур – Сан Бернадионо – Белинцона
- A14 Луцерн – Цуг
- A16 Бонкур (Граница CH/F) – Порентруи – Делемон – Бил
- A18 Базел – Рајнах
- A19 Бриж – Натерс
- A20 Обилазак око Цириха
- A50 Рајнсфелден – Глатфелден
- A51 Билах – Цирих
- A52 Цумикон – Хинвил
- A53 Клотен - Рајхенбург